# Zusters van Maria
De Zusters van Maria is de naam van een aantal op zich onafhankelijke zustercongregaties in Vlaanderen.
De zusters hielden en houden zich bezig met het geven van onderwijs aan meisjes, bejaardenzorg, missiewerk.
De volgende congregaties bestaan onder deze naam:
- Zusters van Maria te Ingelmunster, opgericht in 1769 door Pieter Jacobus Dufort. Later sluiten enkele andere congregaties zich hierbij aan, en wel te Dadizele, Merkem, Sint-Eloois-Winkel, Izegem en Kortrijk.
- Zusters van Maria te Landen
- Zusters van Maria te Leuven, bekend als de Marollekens van de Cattestraat, gesticht in 1664 te Dendermonde, en sinds 1677 gevestigd te Leuven, waar in 1923 het Sancta Mariainstituut, aanvankelijk École des Soeurs de Marie geheten, werd opgericht.
- Zusters van Maria te Pittem, gesticht in 1848, vanwaar 20 stichtingen in België en in Congo werden verricht.
- Zusters van Maria te Brakel
- Zusters van Maria Opdracht te Maasmechelen

## Externe bron
- Unie van Religieuzen in Vlaanderen
- Congregatie Van De Zusters Van Maria, Ingelmunster in de ODIS
- Congregatie Van De Zusters Van Maria, Nederbrakel-Popokabaka in de ODIS
- Congregatie Van De Zusters Van Maria, Leuven in de ODIS
- Archief van Congregatie Van De Zusters Van Maria, Nederbrakel in de ODIS
- Congo-Archief Van De Zusters Van Maria, Nederbrakel in de ODIS
- Zusters van Maria, Nederbrakel-Popokabaka - Congolese Regio in de ODIS
- Archief van de Congregatie van de Zusters van Maria, Pittem in de ODIS